# Ислямска религиозна полиция
Ислямската религиозна полиция (арабски: مطوعين) е полицията, отговаряща за налагането на шериата в някои мюсюлмански държави.

## Държави

### Саудитска Арабия
Религиозната полиция в Саудитска Арабия се занимава с налагането на шериата, както е определено от правителството. Полицаите имат правото да арестуват мъже и жени, хванати да си говорят, при положение, че нямат роднинска връзка, хора, които излагат хомосексуално поведение или проституция, гледат дали се спазва определения дрескод и следят дали всички магазини се затварят по време на молитва. Забраняват консумацията и продаването на свинско месо и алкохол. Освен това, се занимават активно с предотвратяването на появата на друг вид религия в държавата.
Религиозната полиция е критикувана, заради бичуването, което използват като наказание и забраната на подаръци по случай Свети Валентин. Може би най-сериозният и широко критикуван случай става на 11 март 2002 г., когато полицията попречва на група ученички да избягат от пожар в училището си в град Мека, защото момичетата не носили забрадки и абая (черни дрехи), и не са били придружавани от мъжки настойник. В резултат от това, петнадесет момичета умират, а 50 са ранени.

### Други държави
Ислямски религиозни полиции извън Саудитска Арабия се намират и в:
- Ачех, Индонезия
- Ивицата Газа
- Иран
- Пакистан

1. ↑  The Saudi Media Debates Flogging by the Saudi Religious Police //  MEMRI – The Middle East Media Research Institute.   Посетен на 13 ноември 2014.
2. ↑   Saudi Arabia: Gross human rights abuses against women | Amnesty International, архив на оригинала от 11 юли 2003, https://web.archive.org/web/20030711015325/http://web.amnesty.org/library/Index/ENGMDE230572000?open&of=ENG-SAU, посетен на 21 февруари 2015
3. ↑  Valentine's Day in Saudi Arabia by Stephen Schwartz & Irfan al-Alawir 03/05/2007, Volume 012, Issue 24 //    Архивиран от оригинала на 2010-09-16. Посетен на 13 ноември 2014.
4. ↑  "200 Arrested in Mina for Celebrating Valentine's Day", Arab News, 18 февруари 2004
5. ↑  "Saudi police 'stopped' fire rescue", BBC, 15 март 2002